# Starostwo powiatowe w Starogardzie Gdańskim
Starostwo powiatowe – budynek w Starogardzie Gdańskim, przy ulicy Tadeusza Kościuszki 17, w dzielnicy Centrum. Siedziba powiatu starogardzkiego. 
Budynek został zbudowany w XIX wieku i służył na początku jako fabryka wyrobów tytoniowych Arie Izaaka Goldfarba. W XX wieku stał się częścią fabryki obuwia Neptun.
W 2019 roku na ścianie starostwa odsłonięto tablicę upamiętniającą właściciela fabryki, A. I. Goldfarba, z okazji 164. rocznicy jego narodzin.
Budynek sąsiaduje z wydziałem cywilnym i ksiąg wieczystych sądu rejonowego.

## Wydziały
W starostwie powiatowym w Starogardzie Gdańskim znajduje się 19 wydziałów:
- Wydział budownictwa i gospodarki przestrzennej;
- Audytor wewnętrzny;
- Wydział edukacji;
- Wydział finansowy;
- Wydział geodezji, katastru i gospodarki nieruchomościami;
- Wydział komunikacji, transportu i dróg;
- Wydział kultury, sportu, promocji regionu i polityki społecznej;
- Zespół kontroli wewnętrznej;
- Wydział organizacyjny;
- Wydział ochrony środowiska i rolnictwa;
- Wydział nadzoru właścicielskiego i zdrowia;
- Wydział polityki gospodarczej i Funduszy Europejskich;
- Pełnomocnik ds. Ochrony Informacji Niejawnych;
- Pełnomocnik ds. Zamówień Publicznych;
- Powiatowy rzecznik konsumentów;
- Zespół radców prawnych;
- Wydział bezpieczeństwa i zarządzania kryzysowego;
- Konserwator zabytków powiatu starogardzkiego;
- Zespół ds. kontaktów społecznych i komunikacji z mediami.